# Бринський Михайло Федорович
Миха́йло Фе́дорович Бри́нський (11 жовтня 1883, с. Долина, нині Тлумацького району — 10 січня 1957, Прага, Чехословаччина) — український скульптор, академік скульптури Празької академії образотворчих мистецтв, четар УГА.

## Біографія
Народився в селі Долина у селянській родині. Початкову освіту здобув у Тлумацькій нормальній школі. 1905 р. із відзнакою закінчив студії у Закопанській художньо-промисловій школі, Михайло на короткий час повернувся у Східну Галичину, де у Станиславові три роки працював на фірмі, що займалася оздобленням фасадів міських кам'яниць. Першою його роботою стали фігури химер-атлантів, які на своїх плечах тримають балкон будинку при нинішній вулиці Шевченка, де на той час діяла Перша українська гімназія.
1906 р. стався випадок, який міг змінити долю скульптора. Завітавши до одного з місцевих шинків, Михайло почав співати з приятелями. У той самий час там вечеряла трупа театру Миколи Садовського, що тоді гастролювала у Станиславові. Очільник трупи, вражений рідкісним тенором Бринськогою, запропонував Михайлові стати актором трупи. Він прийняв пропозицію і декілька років гастролював Галичиною. Але акторська кар'єра обірвалася швидко, як і почалася. Одного разу Бринський відмовився виходити на репетицію і у грубій формі відповів Садовському. Після того випадку іншого шляху, як повернутися до скульптури, у нього не було.
1908 р. Михайло виїхав зі Станиславова до Відня, аби продовжити навчання у Вищій художньо-промисловій школі «Кунстгевербешулє» при Віденській Академії образотворчих мистецтв, яку закінчив 1913 р. Під час віденських студій талант Бринського-скульптора був визнаний у мистецькому світі, а саме його керівник Артур Штрассер, запропонував своєму студентові створити надгробний пам'ятник на могилі розстріляних під час голодових заворушень на Оттакрінгу віденських робітників. Скульптурна композиція була створена 1911 р. та встановлена 17 вересня 1912 р. на віденському цвинтарі в Оттакрінгу і з часом саме вона принесла молодому Михайлові Бринському перше визнання. Професор А. Штрассер сприяв співпраці М. Бринського та чеського скульптора В. Мислбека. Останній перебував у Відні в пошуках помічника для завершення пам'ятника святому Вацлаву для Праги. Творча співпраця Мислбека та Бринського тривала до відкриття пам'ятника у 1918 р..
Блискучий початок кар'єри молодого скульптора перервала Перша світова війна. 1914 р. був мобілізований до австрійського війська, де брав участь у боях на Східному фронті. Під час листопадових подій 1918 р. він став четарем УГА, де служив телеграфістом при штабі очільника Державного секретаріату військових справ ЗУНР Дмитра Вітовського. Та вже невдовзі митець був відкликаний Державним секретаріатом військових справ ЗУНР для виготовлення проєктів військових відзнак. Майстер розробив вісім таких відзнак, але через воєнні невдачі УГА нагороди так і не були запроваджені у війську. Проєкти цих відзнак у 1929 р. скульптор, перебуваючи в еміграції у Празі, передав до Національного музею у Львові, а 1952 р. їх разом з іншими експонатами (прапорами, одностроями, військовими відзнаками) знищено як ідеологічно шкідливі. 1919 р. Бринський створив погруддя Д. Вітовського як надгробний пам’ятник, котре за радянський часів простояло у сховках Івано-Франківського обласного краєзнавчого музею як бюст невідомого австрійського військового.
Пізніше сталася ще одна випадкова зустріч Михайла Бринського, яка також вплинула на його майбутню митецьку долю, а саме у віденському клубі «Родина» 1916 р. він познайомився з Володимиром Ульяновим. Під час цієї випадкової зустрічі Михайло зробив ескіз до портрету Леніна, за яким 1924 р., першим у Західній Європі, виліпив погруддя Леніна і дав цьому творінню назву «Ленін-учитель».
По війні залишився у Празі, де у 1920—1926 рр. навчався у Празькій академії образотворчих мистецтв в майстерні Я. Штурси і О. Шпанієля. 1926 р. отримав звання академіка скульптури. У міжвоєнний період працював в Австрії та Чехословаччині. 

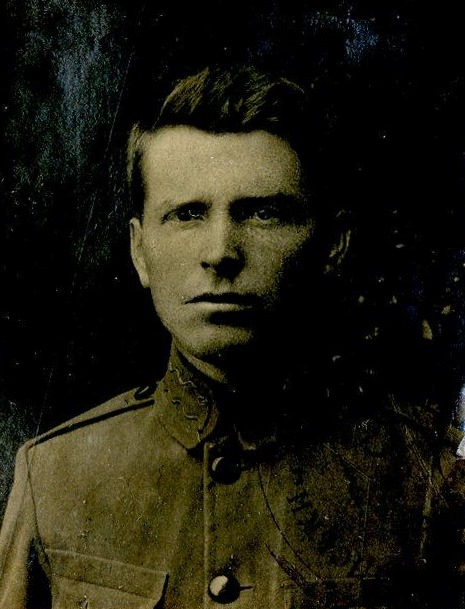
Знімок Михайла Бринського з анкети УГК в Чехословаччині.

Ще під час навчання у празькій академії М. Бринський виконав проєкт пам'ятника загиблим воякам УСС та УГА для невеличкого міста Німецьке Яблонне, що на півночі Чехії. 1921 р. на місцевому цвинтарі міста Німецьке Яблонне поблизу українських військових поховань був відкритий величний гранітний пам'ятник. У своїй творчості митець неодноразово звертався до шевченківської тематики. Так головною деталлю монумента є скульптура кобзаря із бандурою, що із зажуреним обличчям та у схиленій позі виконує свою сумну пісню, над головою якого вирізьблено тризуб та цитата із поеми Т. Шевченка «До Основ'яненка»: «Слава не поляже! Не поляже, а розкаже, що діялось в світі, чия правда, чия кривда, чиї ми діти...». Обабіч кобзаря на півколонах вирізьблені бойові хрести УГА. На бічній частині пам’ятника розміщено написи чеською та німецькою мовами «Українці своїм полеглим братам», а на задній стороні викарбувані імена загиблих героїв.
Намагався повернутися в Радянську Україну і саме погруддя Леніна, виліплене 1924 р., було головним арґументом лояльності Бринського до тогочасної влади, але остання не змирилася з тим, що скульптурний образ Леніна належить саме йому — колишньому воякові УГА та ще й авторові багатьох творів, як вони вважали, «націоналістичної» тематики. 
Була й друга спроба повернення до України, але вже 1930 р., коли Михайло Бринський став учасником відкритого  Всеєвропейського конкурсу на проєкт пам'ятника Тарасу Шевченку у Харкові — тодішній столиці Радянської України. На конкурс було прислано більше сотні робіт, які оцінювали і відсіювали впродовж трьох років. 1931 р., на першому конкурсі робота Бринського другу премію, оскільки, перша премія не була присуджена нікому. Це не вплинуло нам подальший хід конкурсу і згодом робота Бринського була «відсіяна». У 1933 р. конкурс завершився і переможцем виявився російський радянський скульптор Матвій Манізер.
Під час Другої світової війни був ув’язнений гітлерівцями в концтаборі, з якого йому вдалося звільнитися. 
Останні роки Бринський присвятив роботі над образом Леніна.
Помер митець 10 січня 1957 р. та похований у Празі. 
Обставини його смерті невідомі й досі. За офіційною версією, скульптор побився, падаючи зі сходів. За версією його чеських колег, то його було збито невідомим автомобілем, який зник з місця пригоди. Є й третя версія, за якою раптову смерть Михайла Бринського пов'язували з діями органів радянської держбезпеки, оскільки найближчим часом планувалося повернення відомого митця на Батьківщину.

## Творчість
Творчу спадщину Бринського, яка увійшла в скарбницю українського і чеського мистецтва та згідно із заповітом митця, перевезено на його Батьківщину у с. Долину та до Івано-Франківська.
Роботи:
- 1908 - серія скульптур «Химери» для Першої української гімназії (Станиславів);
- 1911 — пам'ятник на могилі віденських робітників, розстріляним під час голодових заворушень на Оттакрінгу, встановлений 17 вересня 1912 р. на віденському цвинтарі в Оттакрінгу[5]; скульптура «Хлопчик з гускою»;
- 1913-1918 - пам'ятник святому Вацлаву (у співавторстві з В. Мислбеком, встановлений у Празі 1918 р.);
- 1916 — скульптура «Еней рятує свого батька»;
- 1919 — надмогильний пам'ятник Д. Вітовського;
- 1921 — скульптурний портрет Т. Г. Шевченка (гіпс); скульптура «Кобзар з бандурою» для пам’ятника воякам УСС і УГА у м. Німецьке Яблонне;
- 1924 — скульптура «В. І. Ленін — учитель»;
- 1931 — скульптурний портрет Т. Г. Шевченка (мармур);
- 1935 — скульптурний портрет Т. Г. Шевченка (теракота); скульптури «Кобзар з бандурою» (дерево), «Жінка, яка сидить»;
- 1938 — скульптура «Шевченко — художник-графік» (глина);
- 1946 — скульптура «Шевченко — поет-революціонер» (гіпс);
- 1947 — надгробний пам’ятник Я. Ганеку;
- 1949 — скульптура «Ленін-оратор»;
- 1950 — скульптура «Ленін-мислитель».

 Нереалізовані проєкти:
- 1918 — проєкти перших українських військових відзнак[6]: 
  - орден УГА «Золотий тризуб»;
  - відзнака «На вшанування ветеранів українсько-польської війни та вояків санітарної служби при УГА»;
  - старшинська відзнака корпусу Коновальця «Стрілецька Рада»;
  - відзнака випускників Школи старшини у Кам’янець-Подільському;
  - відзнаки одностроїв старшин УГА.
- 1931 — проєкт пам’ятника Т. Шевченкові (Харків, друга премія);
- 1931 — проєкт надмогильного пам’ятника І. Франкові (Львів).

## Вшанування пам'яті
1961 р. в Долині відкрито Музей скульптора М. Бринського, а у Львові на його честь названо вулицю.
На вшанування Бринського Михайла Федоровича на Меморіальному пам’ятному знаку, встановленому працівниками Української Господарської Академії на цвинтарі Подєбрад, встановлено окрему меморіальну дошку.

## Відео
- Бринський Михайло Федорович[недоступне посилання з червня 2019]